# Československá basketbalová liga 1991-1992
La Československá basketbalová liga 1991-1992 è stata la 64ª edizione del massimo campionato cecoslovacco di pallacanestro maschile. La vittoria finale è stata ad appannaggio dello USK Praga.

## Risultati

### Stagione regolare
|     | Squadra                | G  | V  | P  | PF   | PS   | Pt. | Qualificazione |
| --- | ---------------------- | -- | -- | -- | ---- | ---- | --- | -------------- |
| 1.  | USK Praga              | 44 | 35 | 9  | 4164 | 3487 | 79  | playoff        |
| 2.  | Baník Prievidza        | 44 | 27 | 17 | 3717 | 3574 | 71  | playoff        |
| 3.  | Zbrojovka Brno         | 44 | 26 | 18 | 3704 | 3417 | 70  | playoff        |
| 4.  | Dukla Olomouc          | 44 | 26 | 18 | 3610 | 3465 | 70  | playoff        |
| 5.  | Sparta Praga           | 44 | 26 | 18 | 3890 | 3680 | 70  | playoff        |
| 6.  | Nová huť Ostrava       | 44 | 23 | 21 | 3743 | 3766 | 67  | playoff        |
| 7.  | TTS Trenčín            | 44 | 23 | 21 | 3513 | 3595 | 67  | playoff        |
| 8.  | Baník Handlová         | 44 | 20 | 24 | 3235 | 3464 | 64  | playoff        |
| 9.  | VŠDS Žilina            | 44 | 24 | 20 | 3562 | 3413 | 68  | playoff        |
| 10. | Slávia Banská Bystrica | 44 | 22 | 22 | 3652 | 3725 | 68  | playoff        |
| 11. | Pardubice              | 44 | 22 | 22 | 3748 | 3816 | 66  | playoff        |
| 12. | Slávia TU Košice       | 44 | 21 | 23 | 3675 | 3692 | 65  | playoff        |
|     |                        |    |    |    |      |      |     |                |
| 13. | Pezinok                | 47 | 23 | 24 | 4215 | 4215 | 70  |                |
| 14. | Inter Bratislava       | 47 | 22 | 25 | 3967 | 3931 | 69  |                |
| 15. | Chemosvit              | 47 | 13 | 34 | 3746 | 4067 | 60  | retrocesse     |
| 16. | Dynamo Hradec Králové  | 47 | 5  | 42 | 3742 | 4576 | 52  | retrocesse     |

### Playoff
| Československá basketbalová liga 1991-1992 |
| ------------------------------------------ |
| USK Praga 11º titolo                       |

## Formazione vincitrice
| N° | Naz.                      | Ruolo | Sportivo          |  | Alt. |  |
| -- | ------------------------- | ----- | ----------------- |  | ---- |  |
|    | Cecoslovacchia (bandiera) | G     | Václav Hrubý      |  | 194  |  |
|    | Cecoslovacchia (bandiera) | GA    | Petr Treml        |  | 194  |  |
|    | Cecoslovacchia (bandiera) |       | Jaromír Geršl     |  |      |  |
|    | Cecoslovacchia (bandiera) | AG    | Stanislav Kameník |  | 198  |  |
|    | Cecoslovacchia (bandiera) | AC    | Pavel Bečka       |  | 205  |  |
|    | Cecoslovacchia (bandiera) |       | Nečásek           |  |      |  |
|    | Cecoslovacchia (bandiera) |       | Novotný           |  |      |  |
|    | Cecoslovacchia (bandiera) |       | Dvořák            |  |      |  |
|    | Cecoslovacchia (bandiera) |       | P. Hartig         |  |      |  |
|    | Cecoslovacchia (bandiera) |       | Strejček          |  |      |  |
|    | Cecoslovacchia (bandiera) |       | Zalužanský        |  |      |  |
|    | Cecoslovacchia (bandiera) |       | Lukš              |  |      |  |
|    | Cecoslovacchia (bandiera) |       | Palatinus         |  |      |  |
|    | Cecoslovacchia (bandiera) | All.  | František Rón     |  |      |  |

## Fonti
- Ing. Pavel Šimák: Historie československého basketbalu v číslech (1932-1985), Basketbalový svaz ÚV ČSTV, květen 1985, 174 stran
- Ing. Pavel Šimák: Historie československého basketbalu v číslech, II. část (1985-1992), Česká a slovenská basketbalová federace, březen 1993, 130 stran
- Juraj Gacík: Kronika československého a slovenského basketbalu (1919-1993), (1993-2000), vydáno 2000, 1. vyd, slovensky, BADEM, Žilina, 943 stran
- Jakub Bažant, Jiří Závozda: Nebáli se své odvahy, Československý basketbal v příbězích a faktech, 1. díl (1897-1993), 2014, Olympia, 464 stran